# Ung thư biểu mô đường mật
Carcinoma/Caxinôm đường mật (CCA), hay còn gọi là ung thư biểu mô đường mật hoặc đơn giản là ung thư đường mật, là ung thư tế bào biểu mô có thể phát sinh từ bất kỳ vị trí nào thuộc hệ thống đường mật. Căn cứ vào địa điểm giải phẫu gốc mà CCA được phân thành ba loại là trong gan (iCCA), quanh rốn (pCCA), và xa gan (dCCA). Mỗi loại có sự khác biệt về sinh bệnh học, biểu hiện lâm sàng cũng như phương pháp điều trị riêng. pCCA chiếm khoảng 50–60% tổng số các trường hợp CCA, trong khi dCCA chiếm 20–30% và iCCA chiếm 10–20%. Căn bệnh thường không có triệu chứng ở giai đoạn sớm và do đó hay được chẩn đoán khi đã bước vào giai đoạn muộn, làm mất đi hy vọng vào những phương án điều trị hiệu quả đồng nghĩa với tiên lượng ảm đạm. Đây là loại ung thư rất hiểm nghèo khi có tới 95% bệnh nhân qua đời trong vòng 5 năm.
Mặc dù đa số trường hợp carcinoma đường mật xảy ra không rõ nguyên nhân, con người đã biết đến những yếu tố nguy cơ rõ rệt. Nhiễm sán lá gan do ăn cá nước ngọt chưa nấu chín là nguyên nhân nổi bật ở một số khu vực như Đông Á và Đông Nam Á, đặc biệt là Thái Lan. Tỷ lệ xuất hiện CCA tăng dần theo thời gian từ 7 đến 20% ở người bị viêm xơ đường mật nguyên phát. Gần đây, viêm gan B, viêm gan C và xơ gan được công nhận là rủi ro, đặc biệt là loại trong gan. Sỏi gan, sỏi mật hay những dị tật đường mật bẩm sinh như bệnh Caroli và nang ống mật cũng tạo điều kiện cho CCA phát triển. Một số nguy cơ đáng kể khác bao gồm béo phì, tiểu đường, gan nhiễm mỡ, lạm dụng rượu, hút thuốc lá, hóa chất, đa hình gen.
Carcinoma đường mật trong gan (iCCA) là loại ung thư gan nguyên phát phổ biến thứ hai sau carcinoma tế bào gan (HCC) và khác với HCC nó thường xảy ra ở gan không xơ. Căn bệnh rất không đồng nhất về khía cạnh phân tử và điều này liên quan đến sự đa dạng về vị trí giải phẫu cũng như nguyên nhân. Ở CCA các gen hay thấy đột biến nhất là TP53, ARID1A, KRAS, SMAD4, BAP1 và APC với tần suất 10–26%, tiếp đến là ít nhất 20 gen khác có tần suất thấp hơn, khoảng 1–6%. Dung hợp FGFR2 là đặc trưng của iCCA, trong khi dung hợp PRKACA hay PRKACB được thấy ở pCCA và dCCA. Các khối u CCA biểu lộ tăng methyl hóa DNA và sinh trưởng theo ba kiểu diện mạo là tạo khối, quanh ống, và trong ống. Một đặc điểm phân biệt của CCA là vi môi trường khối u tạo mô xơ nổi bật, bao gồm những thành phần ngoại bào cùng nhiều loại tế bào như tế bào miễn dịch, tế bào nội mô và nguyên bào sợi liên hệ ung thư.
Bệnh nhân iCCA thường có các triệu chứng giai đoạn muộn không đặc biệt như đau bụng, khó chịu, đổ mồ hôi đêm, suy mòn. Vàng da do tắc ống mật là triệu chứng điển hình ở pCCA và dCCA; 90% bệnh nhân pCCA bị vàng da và 56% có những dấu hiệu phổ quát của ung thư như chán ăn, mệt mỏi, sụt cân. Vì bệnh diễn tiến âm thầm, cơ hội phát hiện sớm duy nhất là tình cờ nhờ tạo ảnh cắt ngang vì những lý do khác. Các kỹ thuật tạo ảnh quan trọng gồm siêu âm, siêu âm tăng độ tương phản, chụp cắt lớp vi tính và cộng hưởng từ. Kháng nguyên carbohydrate 19-9 (CA 19-9) là chỉ dấu sinh học huyết thanh truyền thống dùng trong chẩn đoán CCA, nồng độ CA 19-9 cao hơn 1.000 U/ml báo hiệu ung thư di căn. Tuy nhiên mức CA 19-9 có thể tăng cao do viêm đường mật hoặc ứ mật và không thể phát hiện ở người âm tính kháng nguyên Lewis (7% dân số). Chẩn đoán xác nhận đòi hỏi phân tích tế bào và mô bệnh.
Carcinoma đường mật không có cách nào chữa khỏi ngoại trừ phẫu thuật cắt bỏ hoàn toàn, tuy nhiên điều này không thể thực hiện ở đa số bệnh nhân do phát hiện bệnh muộn. Tổng quan, tỷ lệ sống 5 năm sau phẫu thuật là từ 10 đến dưới 50%, thuận lợi nếu bờ cắt không u, không có xâm lấn mạch hay di căn hạch bạch huyết, và gan còn đảm bảo chức năng. Cấy ghép gan hậu hóa trị bổ trợ là một phương án khác cho bệnh nhân giai đoạn sớm. Với trường hợp không thể phẫu thuật hay đã di căn, chăm sóc giảm nhẹ bằng hóa trị toàn thân (tiêu chuẩn gemcitabine + cisplatin) là trụ cột. Tuy nhiên CCA có tính kháng hóa chất cao, làm giảm tác dụng của dược phẩm. Các liệu pháp nhắm đích và liệu pháp miễn dịch đang được thử nghiệm (tính đến năm 2021).
Trên thế giới, carcinoma đường mật là loại ung thư hiếm gặp nhưng tỷ lệ mắc và tử vong đã đang tăng trong vài thập kỷ qua. Căn bệnh phổ biến ở phương Đông gấp nhiều lần phương Tây, phản ánh yếu tố nguy cơ và di truyền khác biệt về mặt địa lý. CCA hay gặp nhất ở độ tuổi 70–80 còn trẻ em thì cực hiếm. Tuy số ca mắc ít nhưng bởi tỷ lệ tử vong cao, CCA đóng góp 2% tổng số ca tử vong liên quan ung thư hàng năm.